# 應江縣 (應州)
應江縣是唐代黔州都督府應州所屬的一個羈縻縣。貞觀三年以東謝首領謝元深地置，其轄地在今貴州省三都、榕江、雷山、台江、劍河一帶地方，是唐代招撫當地土著所設置的州縣，一般由其頭人任縣官。